# Taminser Bergsturz
Der Taminser Bergsturz ist ein prähistorischer grosser Bergsturz vom Berg Säsagit oberhalb des Ortes Tamins in Graubünden in der Schweiz. Die Schätzungen zum Volumen der Sturzmasse belaufen sich auf 1,5 km³ beziehungsweise 1,2 km³ vor und 1,4 km³ nach dem Sturz. Der Bergsturz hat sich vor 9420 ± 880 Jahren als mächtiger Riegel quer über das Rheintal abgelagert.
Neben seinem noch viel grösseren Nachbarn, dem Flimser Bergsturz, trat der Taminser stets in den Hintergrund und wurde lange Zeit wenig erforscht. Wegen der Nachbarschaft und der gegenseitigen Beeinflussung spricht man auch von der Bergsturzlandschaft von Flims-Tamins.

## Geographie

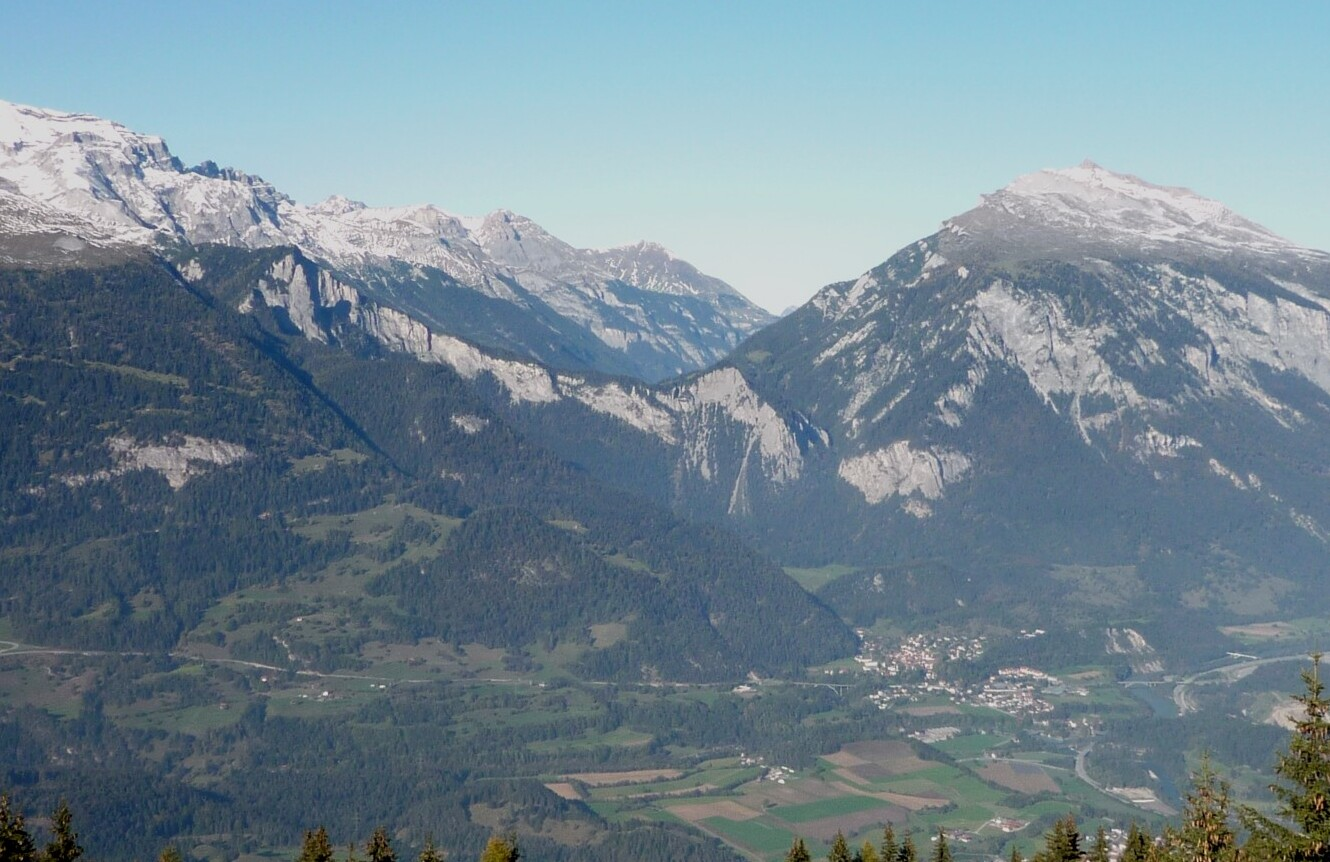
Felssturzgebiet bei Tamins an der Südseite des Kunkelspasses – rechts die Calanda, links der Säsagit mit Abbruchkante

Der Säsagit (1999 m ü. M.) ist ein Vorgipfel an der Südostflanke des Ringelspitz (3247 m ü. M.).
Nördlich von Tamins liegt an der Südwestseite des Kunkelspasses zwischen Garschlichopf, Säsagit und Vogelstein eine sehr ausgeprägte U-förmige Nische, die das Herkunftsgebiet der Sturzmassen darstellt. Zuoberst in der Nische steht eine freie Felsnadel, der Turm, der Zeugnis ablegt vom Zerbrechen während des Abrisses.

## Geologie
Der Felsuntergrund besteht aus permischen Vulkaniten, die von Sedimenten überlagert sind, deren Alter von der Trias bis in den jüngeren Jura reicht. Die ganze Abfolge ist grossmassstäblich gefaltet und gehört zum geologischen Helvetikum.

## Ablagerungen
Im proximalen Teil der Trümmermasse liegen nördlich des Rheins zwei quer zur Bewegungsrichtung verlaufende mächtige Rücken (Rascheu, 855 m ü. M., und Cartschitscha, 774 m ü. M.). Das aktuelle Rheinniveau liegt hier auf ca. 600 m ü. M., so dass sich dort morphologische Mächtigkeiten von ca. 200 m ergeben. Nach geophysikalischen Untersuchungen reicht die Ablagerung wohl noch bis zu 100 Meter unter das heutige Rheinniveau. Südlich des Rheins schliesst ein in der Bewegungsrichtung langgestreckter Rücken aus Sturzmasse an (Tuma da Zislis und Ils Aults). Der kompakte Hauptrücken hat eine Länge von 1,7 Kilometern und ca. 700 Metern Breite. Er reicht um mehr als 150 Meter über das Rheinniveau und muss das Rheintal vollkommen abgeriegelt haben.

## Bonaduzer See
Zu einem vom Taminser Bergsturzriegel aufgestauten Bonaduzer See gibt es jedoch keinerlei konkrete Nachweise. Sie dürften durch das nachfolgende Ereignis, den Flimser Bergsturz, und die aufgeschürften Lockergesteinsmassen der Bonaduz-Formation beseitigt worden sein.

## Ablauf der Ereignisse
Im distalen Teil des Taminser Bergsturzes prallte Bergsturzmasse auf den Gegenhang im Süden und wich nach beiden Seiten aus. Auf der Ostseite bewegte sich die Sturzmasse nach Osten und zerbrach infolge Dehnung in mehrere Stücke. Diese lassen sich südlich der Ems-Chemie in den langgestreckten, nord-südlich orientierten Hügeln erkennen (Crest’Aulta, Tuma Calchera, Tuma Lunga und Tum’Arsa). Auf der Westseite lassen sich Trümmerblöcke des Taminser Bergsturzes längs des Hinterrheins verfolgen; sie bestehen aus permischen Vulkaniten und Sandsteinen des mittleren Juras. Ihre heutige Morphologie ist aber durch die Bewegung innerhalb der Bonaduz-Formation geprägt.

## Datierung und Beziehung zum Flimser Bergsturz
Am Taminser Bergsturz ist die Abgrenzung der Ablagerungen zu jenen des Flimser Bergsturzes nicht einfach. Es ergab sich eine Berührungszone der beiden Sturzmassen. Allerdings kann aufgrund der Zusammensetzung der mobilisierten Bergsturzteile deren Herkunft meist ermittelt werden. Kreidekalke können eindeutig dem Flimser Bergsturz zugeordnet werden, Trias und permische Vulkanite eindeutig dem Taminser Bergsturz. Die Grenze verläuft in etwa etwas westlich des heutigen Hinterrheins.
Der heutige Rhein fliesst nach dem Zusammenfluss bei Reichenau in einem sehr markanten, steil begrenzten Durchbruch zwischen Fanaus und Tuma da Zislis. Eine Hypothese besagt, dass diese Bresche bei Bonaduz während des Flimser Bergsturzes ausgeräumt worden ist. Dabei ist Material aus der Taminser Sturzmasse in Riesenblöcken bis nach Domat/Ems, Felsberg und Chur transportiert worden. Die berühmten Tumas von Domat/Ems und Felsberg liegen genau vor der Bresche. Ihre Zusammensetzung belegt die Herkunft aus der Taminser Bergsturzmasse.
Das Alter des Taminser Bergsturzes wurde mittels kosmischer Nuklide auf 9420 ± 880 Jahre bestimmt. Dieses Alter ist noch zu ungenau, um eine genaue Beziehung zum Flimser Bergsturz (9493 ± 2 Jahre) zu ermöglichen. Aber rein morphologisch muss der Taminser Bergsturz älter als der Flimser sein, denn die durch das Flimser Bergsturz-Ereignis abgelagerten Kiese der Bonaduz-Formation überlagern die Taminser Sturzmasse eindeutig. Trotz dem geringen zeitlichen und räumlichen Abstand zwischen den beiden Sturzereignissen kann ein kausaler Zusammenhang nicht nachgewiesen werden.